# Diekweggraben
Der Diekweggraben, auch Alte Düpenau, ist ein Graben in Hamburg-Osdorf und Nebenfluss der Düpenau.
Der Graben ist laut einem Landschaftsprogramm von 1997 entrohrt worden. Laut einem Bebauungsplan von 2019 ist er noch verrohrt.

## Verlauf
Der Graben entspringt am Lesebergweg, verläuft bis zur Straße Rugenfeld und von da weiter bis zur Mündung in die Düpenau.

## Name
Das heutige letzte Teilstück des Gewässers war früher ein Teil der Düpenau, daher kommt der Name Alte Düpenau.
Ein Teil der Düpenau am Helmuth-Schack-See wird von der Stadt Schenefeld ebenfalls als Alte Düpenau bezeichnet.